# Stade Mamadou Konaté
Le Stade Mamadou Konaté est un ancien stade de football situé à Bamako au Mali.

## Histoire
Le stade est construit en 1954 à l'époque du Soudan Français, ancienne appellation du Mali.
En 1954, le stade de Ntomikorobougou est rénové et prend alors le nom de Stade Bouvier, du nom du missionnaire Révérend Père Georges Bouvier qui, à côté sa piété, s’est distingué par sa passion pour le football (fondant notamment la Jeanne d'Arc du Soudan) et son amour, sa générosité, son dévouement pour la cause des jeunes à l’époque coloniale mais est décédé le 25 septembre 1952 des suites d'une noyade. Après l’indépendance, il est rebaptisé du nom d’un militant pour l’indépendance du Mali, Mamadou Konaté.
D’une capacité de 5 500 places, il comprend une arène gazonnée, un terrain de handball et un terrain de basket-ball.
Le stade Mamadou Konaté fait partie du programme de réhabilitation d'infrastructures sportives lié au Programme de développement économique et social (PDES). Des travaux, prévus pour durer 18 mois pour un coût de près de deux milliards de francs CFA financé par le budget spécial d’investissement (BSI), ont porté, en 2009, sur la reconstruction de la tribune ouest, l’aménagement des espaces intérieurs et extérieur et le renforcement du système d’éclairage.